# Abludomelita aculeata
Abludomelita aculeata is een vlokreeftensoort uit de familie van de Melitidae. De wetenschappelijke naam van de soort is voor het eerst geldig gepubliceerd in 1911 door Édouard Chevreux.